# Einkommensverteilung in Irland
Die Einkommensverteilung in Irland betrachtet die Verteilung der Einkommen in Irland. Die personelle Einkommensverteilung betrachtet, wie das Einkommen einer Volkswirtschaft auf einzelne Personen oder Gruppen (z. B. Privathaushalte) verteilt ist. Zur Untersuchung der Entwicklung der Einkommensverteilung wird häufig das verfügbare Äquivalenzeinkommen herangezogen. Irland wies laut Eurostat im Jahr 2017 einen Gini-Koeffizienten von 0,31 auf und liegt damit sehr nahe am Durchschnitt in der Europäischen Union.

## Verteilungsindikatoren – Methoden zur Darstellung
Bei der Entwicklung der Einkommensverteilung wird meist zwischen dem Markteinkommen und dem verfügbaren Einkommen unterschieden. Das Markteinkommen bildet sich aus der Summe der Arbeits- und Vermögenseinkommen vor staatlicher Umverteilung. Das verfügbare Einkommen berücksichtigt außerdem sämtliche Transferleistungen (inklusive Arbeitslosen- und Pensionszahlungen) und Steuern. Der Vergleich zwischen der Entwicklung der Markteinkommen und der verfügbaren Einkommen ermöglicht eine Analyse der Umverteilungsmechanismen in einer Volkswirtschaft. Die personelle Verteilung wird von Eurostat meist auf Basis von verfügbaren Äquivalenzeinkommen gemessen. 

Mittelwert (bereinigt) und Median (bereinigt) der nationalen Äquivalenzeinkommen, 1996–2017

### Median und Mittelwert der verfügbaren Haushaltseinkommen

Anteil des obersten Dezils am nationalen Äquivalenzeinkommen in Irland, 2005–2017

Nebenstehende Grafik beschreibt die Entwicklung von Median und Mittelwert der verfügbaren Einkommen im Zeitverlauf. Als Medianeinkommen wird das Einkommen jener Person bezeichnet, die genau in der Mitte der Einkommensverteilung liegt, während der Mittelwert das Durchschnittseinkommen einer Volkswirtschaft darstellt. Wie die Grafik zeigt, betrug das durchschnittliche Äquivalenzeinkommen 2017 in Irland 27.006 Euro. Im Jahr 1996 betrug das verfügbare Einkommen noch 10.085 Euro. Dies entspricht einem nominalen Wachstum von ca. 67 % innerhalb von knapp zwei Jahrzehnten. Die Inflationsbereinigung zeigt eine ähnliche Entwicklung des realen Medianeinkommens. Das Durchschnittseinkommen der EU-Staaten lag 2017 bei 19.387 Euro. Damit liegt Irland im Vergleich auf dem 5. Platz.

Im Jahr 2017 betrug das Medianeinkommen in Irland 22.879 Euro. 20 Jahre zuvor lag dieses noch bei 9.173 Euro. Auch hier ist demnach eine positive Entwicklung des Nominaleinkommens zu beobachten. Irland liegt beim Medianeinkommen im EU-Schnitt auf Platz 7 und somit ebenfalls auf den oberen Rängen. Der Median der EU liegt demnach bei 16.909 Euro. Ist der Mittelwert größer als der Median, deutet dies auf eine Ungleichverteilung zugunsten der oberen Einkommenshälfte hin. Eine solche Verteilung wird als rechtsschief bezeichnet. 

Gini-Koeffizient für Irland vor und nach Steuern und Transfers, 2005–2015

### Darstellung mit dem Gini-Koeffizienten
Der Gini-Koeffizient ist ein Maß zur Bestimmung der Ungleichverteilung der Einkommen in einem Land. Er ermöglicht den Vergleich über Ländergrenzen hinweg und wird daher häufig als Indikator herangezogen. Werte zwischen 0 und 1 beschreiben dabei das Ausmaß an Ungleichheit. Ein Gini-Koeffizient von 1 bedeutet, dass eine Person über das gesamte Einkommen einer Volkswirtschaft verfügt. Ein Wert von 0 hingegen entspricht einer absoluten Gleichverteilung zwischen allen Personen.
Im Jahr 2015 betrug der Gini-Koeffizient in Irland laut Daten der OECD vor Steuern und Transfers 0,545. Im Jahr 2005 lag er noch bei 0,511. Innerhalb eines Jahrzehnts wuchs die Ungleichverteilung der Markteinkommen somit um über 3 Prozentpunkte an. Im gleichen Zeitraum nahm die Ungleichheit der Einkommen nach Steuern und Transfers allerdings von 0,324 auf 0,297 um ca. 3 Prozentpunkte ab. Eine wachsende Ungleichheit der Markteinkommen, welche mit einer abnehmenden Ungleichheit der verfügbaren Einkommen einhergeht, ist ein Indiz für eine stärkere Umverteilung durch den Staat.

### Anteil der Top 10%
Dieses Ungleichheitsmaß beschreibt den Anteil der reichsten 10 % der Bevölkerung am nationalen Gesamteinkommen. Für die EU-27 schwankt dieser Wert seit 2005 um die 24 % Marke. In Irland betrug er im gleichen Jahr 25,2 %. Ein Jahrzehnt später hat der Anteil des obersten Dezils um ein Prozentpunkt abgenommen und liegt somit bei 24,2 %.
Der Anstieg vor und der Einbruch nach der Wirtschaftskrise im Jahr 2008 ist dabei sowohl für die EU-27, als auch für Irland selbst deutlich zu erkennen. Seither schwankt der Anteil der einkommensreichsten 10 % in Irland um den entsprechenden Wert für die Top 10 % im EU-27-Durchschnitt.

S80/S20 Einkommensquintilverhältnis in Irland, 1995–2017

## Geschlechtsspezifische Ungleichheit

### S80/S20-Verhältnis nach Geschlecht
Der S80/S20 Indikator beschreibt das Verhältnis der Einkommen von den 20 % der Bevölkerung am oberen Ende der Einkommensverteilung (oberstes Quintil) zu den 20 % der Bevölkerung am unteren Ende (unterstes Quintil). Je höher dieser Wert ist, desto ungleicher sind die Einkommen verteilt. Liegt das S80/S20-Verhältnis beispielsweise bei drei, so ist das Einkommen der reichsten 20 % dreimal so hoch wie jenes der ärmsten 20 %.

Unbereinigter Gender-Pay-Gap in Irland, 2008–2014

Lag das Verhältnis im Jahr 1995 für beide Geschlechter noch um den Wert von 5, betrug es im Jahr 2017 nur noch etwa 4,5. Dabei sind mit Ausnahme der späten 90er Jahre sowie des Jahres 2005 keine großen Unterschiede hinsichtlich des Geschlechts zu erkennen. Tendenziell scheint die Ungleichheit bei Männern laut diesem Indikator etwas höher zu sein als bei Frauen. Das aggregierte S80/S20 Verhältnis von Frauen und Männern liegt im Jahr 2017 bei ca. 4.6 und ist somit im Vergleich zum EU-Schnitt von 5.1 geringer.

### Unbereinigter Gender-Pay-Gap

Regionale Unterschiede des verfügbaren Einkommen in Irland, 2016

Als unbereinigter Gender-Pay-Gap (GPG) wird der geschlechtsspezifische Lohnunterschied bezeichnet. Dabei werden die durchschnittlichen Stundenlöhne von Frauen und Männern ohne die Berücksichtigung von Unterschieden in Tätigkeitsprofilen in einer Volkswirtschaft verglichen. Im EU-27-Schnitt haben Männer somit durchschnittlich um 17 % höhere Löhne als Frauen. In Irland beträgt der GPG knapp 14 %, hat jedoch nach einer Abnahme im Jahr 2010 seit 2012 wieder eine steigende Tendenz.
Dennoch ist der unbereinigte Lohnunterschied in Irland zwischen Männern und Frauen unterdurchschnittlich im EU-Vergleich. Die Ungleichheit zwischen den Geschlechtern ist also in Irland im Vergleich zu den anderen EU-Staaten geringer. Während aber die Differenz zwischen EU27 und Irland im Jahr 2008 noch knapp 5 Prozentpunkte betrug, so steht sie im Jahr 2014 nur noch bei 3.5 Prozentpunkten.

## Regionale Ungleichheit

### Verfügbares Haushaltseinkommen nach Regionen
Das durchschnittliche verfügbare Haushaltseinkommen nach Regionen entspricht dem Mittelwert der Haushaltseinkommen auf Ebene der NUTS-2 Regionen. Irland ist im Jahr 2016 in drei NUTS-2 Regionen aufgeteilt. Die Region Eastern and Midlands, in der sich auch die Hauptstadt Dublin befindet, liegt mit einem durchschnittlichen verfügbaren Haushaltseinkommen von ca. 16.500 Euro an der Spitze. Die einkommensschwächste Region ist Northern and Western (ca. 13.100 Euro). Die Region Southern liegt mit einem durchschnittlichen Einkommen von ca. 15.000 Euro dazwischen.

### Armutsgefährdungsquote nach Regionen

Armutsgefährdung in % nach Regionen in Irland, 2011

Die Armutsgefährdungsquote ist eine Maßzahl für relative Armut und beschreibt den Anteil der Personen, deren verfügbares Äquivalenzeinkommen unter 60 % des Median-Äquivalenzeinkommens liegt. Somit ist sie ein Indikator dafür, wie stark die Entwicklung der Einkommensverteilung zu Lasten der Personen mit den niedrigsten Einkommen geht. Die regionale Darstellung bildet die Armutsgefährdungsquote nach NUTS-2 Regionen im Jahr 2011 ab. Im Vergleich zur aktuellen NUTS-2 Kategorisierung war die Republik Irland zum damaligen Zeitpunkt in nur 2 Regionen aufgeteilt, wobei die nördliche Region eine deutlich höhere Armutsgefährdungsquote aufweist. Dies bestätigt die Beobachtungen der durchschnittlichen Einkommen, die im Norden und Westen auch einige Jahre später deutlich unter denen im Westen und Süden liegen.

## Hintergründe und Entwicklung

### Der „Celtic Tiger“ (1994–2007)
Zwischen 1994 und 2000 wies Irland ein für Industriestaaten überdurchschnittliches Wirtschaftswachstum von rund 7 % auf, eine der höchsten Wachstumsraten in der OECD. Dieser Boom verschaffte Irland in Anlehnung an die rapide wachsende Wirtschaft der Tigerstaaten Südostasiens den Titel Celtic Tiger. Das starke Wachstum wurde auf ausländische Direktinvestitionen und die florierende Bauwirtschaft zurückgeführt. Die Arbeitslosigkeit fiel zwischen 1996 und 2000 von 12 % auf 4 % und blieb bis 2006 auf diesem Niveau. Die Einkommensverteilung nach Markteinkommen wurde in diesem Zeitraum gleicher. Dies kann unter anderem dadurch erklärt werden, dass die Stundenlöhne der unteren Einkommensschichten relativ zu ihrem ursprünglichen Wert stärker anstiegen als die der oberen Einkommensschichten.
Ab 2000 sank das reale Wirtschaftswachstum, blieb bis 2007 aber auf einem hohen Niveau von 4 bis 6 %. In dieser Periode zeichnete sich eine heimische Immobilienblase ab, von der vor allem die oberen Einkommensschichten und insbesondere die obersten 10 % profitierten. Das könnte auch erklären, warum die Einkommensverteilung bis zum Beginn der Krise 2008 wieder ungleicher wurde. 2000 wurde ein nationaler Mindestlohn eingeführt, der die Zunahme der Ungleichheit allerdings nicht verhinderte. Personen mit Bezug des Mindestlohns waren paradoxerweise zum Großteil in der oberen Hälfte der Haushaltseinkommen zu finden, was die Effektivität des Mindestlohns als Mittel zur Umverteilung schmälerte.

### Die Finanzkrise (2008–2013)
2008 traf die globale Wirtschafts- und Finanzkrise Irland gemessen am Rückgang im Bruttonationalprodukt unter allen OECD-Ländern am stärksten. Das Platzen der Immobilienblase hatte in Irland eine weitreichende Bankenkrise zur Folge. Der Versuch, den Refinanzierungsbedarf der heimischen Banken durch Steuergelder beziehungsweise über den internationalen Finanzmarkt zu decken, scheiterte. 2010 trat Irland als erstes Land unter den kurz zuvor gegründeten Euro-Rettungsschirm (EFSF) und wurde zwischen 2011 und 2013 mit Geldern aus der EU und des IMF unterstützt.  Die Rezession hatte schwerwiegende Folgen für die Bevölkerung, unter anderem auf die Arbeitslosenquote, die zwischen 2007 und 2010 von 4,5 % auf 14,7 % anstieg. Die Konsolidierungspolitik (Maßnahmen zur Reduzierung des Haushaltsdefizits) der irischen Regierung wurde von einer Reihe an Sparmaßnahmen begleitet, mit weitreichenden Folgen für das verfügbare Einkommen irischer Haushalte. Die erste Welle an Maßnahmen beinhaltete unter anderem Steuererhöhungen, eine Verringerung der Kinder- und Arbeitslosenbeihilfe sowie das Anheben der Deckelung auf Sozialabgaben. Um die Effekte auf die niedrigen Einkommen abzufedern, wurde im Ausgleich das Ausmaß an Transferleistungen erhöht. Als Resultat sank das verfügbare Haushaltseinkommen langsamer als das Brutto-Einkommen (−7,5 % und −11,1 % respektive).
Der Gini-Index erhöhte sich für die personellen Markteinkommen während der Gini-Index für die verfügbaren Äquivalenzeinkommen über die Krise hinweg relativ stabil blieb. Dies wird unter anderem auf die Progressivität des Steuer- und Sozialleistungssystems zurückgeführt. Demnach hatten auch die strengen Sparmaßnahmen keine negativen Auswirkungen auf die Ungleichheit im verfügbaren Einkommen. Besonders ab 2013 beeinflussten diese jedoch das absolute Niveau der Einkommen und die Armut stieg stark an. Irland ist gemessen am Markteinkommen 2010 das Land mit der höchsten Ungleichheit der OECD. Berücksichtigt man Transfers, liegt es immer nocüberer dem OECD-Durchschnitt.

### Konsolidierung (2013/14 – heute)
Als erstes Land stieg Irland 2013 aus dem EFSF aus und gilt seitdem als Vorzeigebeispiel der Krisenbewältigung im Euro-Raum. Laut dem European Stability Mechanism war Irland drei Jahre nach dessen Ausstieg aus dem EFSF das Land mit der am schnellsten wachsenden Wirtschaft in der EU. Tatsächlich wies das Land 2015 einen Zuwachs im nominalen BIP von 34,7 % auf. Da ein Großteil dieses Wachstums jedoch auf die Ansiedlung ausländischer Firmen zurückzuführen ist, darunter einige Briefkastenfirmen, kann nicht auf tatsächlich gestiegene wirtschaftliche Aktivität rückgeschlossen werden. Ein dementsprechend angepasster Index (Modified GNI) bemisst für Irland ein deutlich geringeres nominales Wirtschaftswachstum von 11,9 % für 2015. Diese angepassten Wachstumszahlen weisen dennoch auf ein Ende der Rezession in Irland hin. Die Arbeitslosigkeit sank von 14 % in 2011 auf 8 % in 2017. Die OECD prognostiziert für die kommenden Jahre ein weiteres Absinken der Arbeitslosigkeit. Nach wie vor stark betroffen von Arbeitslosigkeit sind junge, gering qualifizierte Personen. Die Ungleichheit der verfügbaren Äquivalenzeinkommen sinkt seit 2014. Die Einkommensungleichheit nach Markteinkommen ist in Irland nach wie vor auf einem hohen Niveau. Jedoch ist die Reduktion der Ungleichheit durch den Wohlfahrtsstaat größer als jene aller anderen OECD-Staaten.